# Drawing Circles
Drawing Circles es el segundo álbum de la banda holandesa de metal Textures. Su estilo es muy similar al del anterior disco, "Polars", salvo que tiene una mejor producción y las secciones ambientales son más cortas. Es el primer álbum con Eric Kalsbeek a la voz y el último con Dennis Aarts al bajo. Se grabó un videoclip para el tema "Millstone".

## Lista de canciones
- Todos los temas escritos y arreglados por Textures.

| N.º | Título                           | Duración |  |
| 1.  | «Drive»                          | 2:26     |  |
| 2.  | «Regenesis»                      | 4:57     |  |
| 3.  | «Denying Gravity»                | 5:15     |  |
| 4.  | «Illumination»                   | 1:56     |  |
| 5.  | «Stream of Consciousness»        | 6:48     |  |
| 6.  | «Upwards»                        | 6:06     |  |
| 7.  | «Circular»                       | 5:13     |  |
| 8.  | «Millstone»                      | 3:42     |  |
| 9.  | «Touching the Absolute»          | 8:07     |  |
| 10. | «Surreal State of Enlightenment» | 3:49     |  |

## Personal
- Eric Kalsbeek - Voz
- Jochem Jacobs - Guitarras, coros
- Bart Hennephof - Guitarras
- Richard Rietdijk - Sintetizador
- Dennis Aarts - Bajo
- Stef Broks - Batería

- Datos: Q1965793